# Monika Weber
Monika Weber-Koszto (ur. 7 lutego 1966 w Satu Mare) – rumuńska florecistka reprezentująca także Niemcy, czterokrotna medalistka olimpijska i czterokrotna medalistka mistrzostw świata.
Urodziła się w Rumunii i w jej barwach występowała do 1986 roku. Podczas igrzysk olimpijskich w Los Angeles w 1984 roku reprezentacja Rumunii w składzie: Aurora Dan, Monika Weber-Koszto, Rozalia Oros, Marcela Zsak i Elisabeta Guzganu zdobyła srebrny medal w turnieju drużynowym. Na rozgrywanych osiem lat później igrzyskach olimpijskich w Barcelonie wspólnie z Zitą Funkenhauser, Anją Fichtel, Sabine Bau i Annette Dobmeier zajęła drużynowo drugie miejsce. Kolejny medal zdobyła podczas igrzysk olimpijskich w Atlancie w 1996 roku, razem z Anją Fichtel i Sabine Bau zajmując trzecie miejsce w zawodach drużynowych. W zawodach indywidualnych zajęła piąte miejsce. Brała również udział w igrzyskach olimpijskich w Sydney w 2000 roku, zajmując trzecie miejsce drużynowo (razem z Ritą König i Sabine Bau) oraz dziesiąte indywidualnie.
Na mistrzostwach świata w Essen w 1993 roku wspólnie z Zitą Funkenhauser, Anją Fichtel, Sabine Bau i Simone Bauer wywalczyła drużynowo złoty medal. Na rozgrywanych cztery lata później mistrzostwach świata w Kapsztadzie zdobyła brązowy medal indywidualnie, plasując się za Włoszką Giovanną Trillini i Sabine Bau. Na tej samej imprezie razem z Bau, König i Gesine Schiel zajęła też trzecie miejsce w zawodach drużynowych. Ponadto Bau, Bauer, König i Weber zdobyły drużynowo złoty medal podczas mistrzostw świata w Seulu w 1999 roku.
Kilkukrotnie zdobywała też medale mistrzostw Europy, w tym srebrny indywidualnie na mistrzostwach Europy w Bolzano w 1999 roku.
Jej mężem był Ulrich Schreck, szermierz i medalista olimpijski.